# Хильдегарда Бургундская
Хильдегарда Бургундская (ок. 1056—1104) — французская аристократка, в браке с Гильомом VIII — герцогиня Гаскони и Аквитании.
Хильдегарда была единственной дочерью герцога Бургундии Роберта I и Ирменгарды Анжуйской.
В 1068/69 году она стала третьей женой Гильома VIII, герцога Аквитанского (ок. 1025—1086). У них было четверо детей:
- Гильом IX (1071—1127), герцог Аквитании и граф Пуату
- Гуго, (ум. после 1126)
- Агнес (ум. 1097), замужем за королём Арагона Педро I.
- Беатрис (ум. 1110), замужем за королём Кастилии и Леона Альфонсом VI[3].

Рождение Гильома в 1071 году ознаменовалось большими празднествами. Тем не менее он был признан незаконным из-за кровного родства своих родителей. Роберт вынужден был совершить паломничество в Рим, чтобы получить папское разрешение на брак с Хильдегардой.